# Mace Towani
Mace Towani a Csillagok háborúja elképzelt univerzumának egyik ember szereplője.

## Leírása
Mace Towani az emberek fajába tartozó fiúgyermek, Cindel Towani bátyja. Ő és lánytestvére a Világos fa falu környékén lakó Warrick család tagjaival több kalandot is megélt. Bőre fehér, haja fekete. Szemszíne kék. Y. e. 11-ben született és Y. u. 3-ban, azaz 14 éves korában, a sanyassan kalózok támadása által halt meg. A szülei Jeremitt és Catarine Towani voltak, akik a támadás alatt szintén meghaltak.

## Élete
Az Endor holdra Y. u. 3-ban, azaz 14 évesen került el. Családja űrhajója lezuhant erre a holdra. A zuhanás után Mace szüleit elrabolta egy gorax, de a fiúnak és Cindelnek sikerült elmenekülniük. A két gyermek menedéket kapott Wicket Wystri Warrick családjánál. A két gyermek elszökik az ewokoktól, de rájuk támad a rabló gorax disznófarkasa; amelyet az evokok aztán megölnek. Később, miután meglátogatták Logray sámánt, és az „varázstárgyakat” adott nekik (Mace-nek varázskövet, melyben iránytű van), elmennek kiszabadítani a Towani szülőket. A karavánhoz, mely a Towani gyermekekből, valamint Deej Warrickból és három fiából tevődött össze, még két ewok csatlakozott: a favágó Chukha-Trok (majd a gorax megöli) és Kaink papnő. Az út során több kalandjuk is van: Mace, miközben inni akar a folyóból, beszívja őt a víz; Wicket varázsjáróbotjának köszönhetően menekül meg; továbbá az egyik éjjel viszti (Wistie) raj érkezik a táborba; a raj, a királynőjükön, Izrinán kívül (aki segíteni fog a gorax legyőzésében), berepül Cindel „Tiszta fényű gyertyájának” a lángjába. A megmaradt visztit Mace a zsebébe teszi. 
Mikor megérkeznek a gorax otthonához, Mace-nek a Lograytól kapott kőbe zárt iránytűje mutatja meg a bejáratot. Mielőtt elérik a gorax termét, előbb átmásznak egy hasadékon és megküzdenek egy óriás pókkal. Chukha-Trok utolsó leheletével átadja Mace-nek a favágófejszéjét, amellyel később a fiú megöli a goraxot, a fejszét annak a fejébe dobva. Miután a gorax elpusztult, a Towani család újból egyesül, de csak rövid időre, legfeljebb néhány hónapra, mert miután a Towani szülők, Jeremitt és Catarine, majdnem megjavították az űrhajót, a sanyassan kalózok rájuktámadnak; a támadás alatt megölik Mace-t és a szüleit, valamint elrabolják Cindelt és a Világos fa falu számos lakosát.

## Megjelenése a filmekben, könyvekben, képregényekben
Mace az Endor erdőholdján történő két TV film hősnőjének, Cindelnek a 14 éves bátyja. A filmek címei: „A bátrak karavánja” (The Ewok Adventure) és a „Harc az Endor bolygón” (Ewoks: The Battle for Endor). Mace Towani az első filmről készült könyvekben is kapott szerepet. A második filmben csak az első jelenetben látható.
A két filmben Mace-t Eric Walker alakítja.

## Fordítás
- Ez a szócikk részben vagy egészben a Mace Towani című Wookieepedia-szócikk fordítása. Az eredeti cikk szerkesztőit annak laptörténete sorolja fel.